# 鳥取市立神戸小学校
鳥取市立神戸小学校（とっとりしりつ かんどしょうがっこう）は、鳥取県鳥取市中砂見にあった公立小学校。

## 概要
全校生徒20名の小規模校であった。当校の伝統として砂見太鼓があり、地域の市民会館等で披露されていた。
2020年に鳥取市立美和小学校・鳥取市立江山中学校と統合し、義務教育学校の鳥取市立江山学園に移行した。

## 沿革
- 1883年（明治16年）3月 - 砂見村大字下砂見字中村に下砂見尋常小学校建設。
- 1890年（明治23年）
  - 3月 - 岩坪村字土居西に岩坪尋常小学校建設。
  - 6月 - 上砂見尋常小学校建設。
- 1907年（明治40年）4月 - 上砂見村に高等科設置、下砂見校を分校とする。
- 1910年（明治43年）5月 - 中砂見字馬場口（現在地）に校舎を新築、高等科を設置して砂見尋常小学校とする。
- 1912年（大正元年）
  - 9月 - 上砂見分校が水害のため、流出する。
  - 10月 - 上砂見分校を廃止し、本校に合併する。
- 1918年（大正7年）1月1日 - 岩坪村と砂見村が合併し、組合立砂見尋常小学校と改称する。
- 1920年（大正9年）5月 - 岩坪村、砂見村を廃止し神戸村と改称に伴い、神戸尋常小学校と改称。
- 1941年（昭和16年）4月1日 - 国民学校令により気高郡神戸国民学校と改称。
- 1947年（昭和22年）4月1日 - 学制改革により気高郡神戸小学校と改称。
- 1953年（昭和28年）7月 - 神戸村が鳥取市に合併に伴い、鳥取市立神戸小学校と改称。
- 1959年（昭和34年）5月 - 学校創立50周年記念式挙行。
- 1966年（昭和41年）3月 - 岩坪分校を本校に統合。
- 1981年（昭和56年）4月 - 校舎落成竣工式。
- 1983年（昭和58年）12月 - 体育館増築工事完了。
- 1986年（昭和61年）8月 - 水泳プール完成。
- 2009年（平成21年）6月 - 学校創立100周年記念式挙行。
- 2020年（令和2年）3月31日 - 閉校。

（参考：）

## 通学区域
- 岩坪、上砂見、下砂見、中砂見

## 進学先中学校
- 鳥取市立江山中学校

## 交通アクセス
- 西日本旅客鉄道（JR西日本）山陰本線 鳥取駅より約12km。
- 日ノ丸バス神戸線・岩坪行き「学校前[4]」バス停下車。